# Daniel Hoffmann (Germanist)
Daniel Hoffmann (* 11. Juni 1959 in Bielefeld) ist ein deutscher Literaturwissenschaftler und Schriftsteller. Sein Vater Paul Hoffmann war 25 Jahre lang Verwaltungs-Chef der Jüdischen Gemeinde Düsseldorf und danach bis 1996 einige Jahre Geschäftsführer des Landesverbandes der Jüdischen Gemeinden von Nordrhein.

## Leben
Daniel Hoffmann studierte von 1978 bis 1986 an der Universität Düsseldorf Germanistik und Philosophie. Mit einer Dissertation über Hans Henny Jahnns Roman „Fluß ohne Ufer“ wurde er promoviert. Von 1987 bis 1989 war er Wissenschaftlicher Mitarbeiter (Fachbereich „Jüdische Philosophie und Geistesgeschichte“) an der Hochschule für Jüdische Studien in Heidelberg. 1990 bis 1991 verbrachte er ein Jahr als Visiting Scholar an der Brandeis University in Waltham (Massachusetts). 1996 habilitierte er sich an der Heinrich-Heine-Universität Düsseldorf mit einer Arbeit über Religion und Literatur zwischen den Weltkriegen. Seit 2002 ist er außerplanmäßiger Professor für Neuere deutsche Literaturwissenschaft.
Daniel Hoffmann forscht und lehrt mit den Schwerpunkten Deutsch-jüdische Literatur, Religion und Literatur in der Moderne sowie Literatur des 19. Jahrhunderts.
Neben seinen Büchern hat er über 60 Aufsätze verfasst, unter anderem zu Hugo von Hofmannsthal, Rudolf Kassner, Gertrud Kolmar, Elisabeth Langgässer, Moses ben Maimon und Karl Wolfskehl.
2007 veröffentlichte er sein erstes literarisches Werk. Er rekonstruierte die Kindheits- und Jugendzeit seines Vaters, der während des Dritten Reiches als deutscher Jude im KZ inhaftiert war. 2015 erschien sein zweites literarisches Buch, „Heimat, bist du wieder mein. Autobiografische Erinnerungen an das deutsche Judentum“, in dem er sich mit der Problematik einer deutsch-jüdischen Existenz im Schatten der Shoa auseinandersetzt.
Im Herbstsemester 2018 war er Gastprofessor am Institut für Jüdisch-Christliche Forschung IJCF der Universität Luzern/Schweiz. Seit dem Februar 2019 gehört er zum Gremium der Herausgeber der Zeitschrift Kirche und Israel.

## Schriften
- Die Wirklichkeit und der Andere. Zu Hans Henny Jahnns Roman „Fluß ohne Ufer“. Peter Lang, Frankfurt am Main 1987.
- Die Erkenntnis auf dem Weg zur Vollkommenheit. Wunderwissen und Gotteserkenntnis in Maimonides’ „More Nebuchim“. Wilhelm Fink, München 1991.
- Die Wiederkunft des Heiligen. Literatur und Religion zwischen den Weltkriegen. Schöningh, Paderborn 1998.
- Stille Lebensmeister. Dienende Menschen bei Hermann Lenz. Stauffenburg, Tübingen 1998.
- „Im neuen Einband Gott gereicht“. Liturgische Poesie in der deutsch-jüdischen Literatur des 20. Jahrhunderts. Jüdische Verlagsanstalt, Berlin 2002.
- Bruchstücke einer großen Tradition. Gattungspoetische Studien zur deutsch-jüdischen Literatur. Schöningh, Paderborn 2005.
- als Herausgeber: Handbuch zur deutsch-jüdischen Literatur des 20. Jahrhunderts. Schöningh, Paderborn 2002.
- als Herausgeber: Gustav Gabriel Cohen: Das Ideal des eigenen Staates. Zwei Schriften aus den Anfängen des Zionismus. Mit einer Familienerinnerung von Hanne Lenz. IBA Media & Book, Berlin 2003 (Übersetzung ins Hebräische: Chason hamedina haatzmait, übersetzt von Irene Carmel, mit einem Vorwort und Nachwort von Gabi Warburg, Pardes Publishing House, Israel 2010).
- Lebensspuren meines Vaters. Eine Rekonstruktion aus dem Holocaust. Wallstein-Verlag, Göttingen 2007, ISBN 978-3-8353-0149-8.
- Leuchtende Tinte auf brüchigem Papier. Eine jüdische Lektüre von Adalbert Stifters Abdias. Mit einem einleitenden Essay von Dieter Borchmeyer über die literarische Gestalt des Juden von Lessing bis Stifter. Königshausen & Neumann, Würzburg 2011, ISBN 978-3-8260-4654-4.
- als Mitherausgeber: trans-lation – trans-nation – trans-formation: Übersetzen und jüdische Kulturen. Studien-Verlag, Innsbruck 2012.
- Heimat, bist du wieder mein. Autobiografische Erinnerungen an das deutsche Judentum. Königshausen & Neumann, Würzburg 2015, ISBN 978-3-8260-5840-0
- Religiöse Turbulenzen. Essays zur literarischen Darstellung des Religiösen im 20. Jahrhundert. Königshausen & Neumann, Würzburg 2019, ISBN 978-3-8260-6812-6
- „Die Welt zerbirst!“ Ein Essay zu Uriel Birnbaums Sonettzyklus „In Gottes Krieg“. Clio, Graz 2020, ISBN 978-3-902542-88-5.
- „Sei Du mein Geleite.“ Zur Poesie des Judentums im 20. Jahrhundert. Königshausen & Neumann, Würzburg 2022, ISBN 978-3-8260-7572-8.